# Aldehyd glicerynowy
Aldehyd glicerynowy, C3H6O3 – organiczny związek chemiczny z grupy aldehydów.

Projekcja Fischera aldehydu D-glicerynowego

Jest zaliczany do cukrów jako najprostsza aldoza. Ze względu na centrum chiralności występuje w postaci dwóch enancjomerów, aldehydu D-(+)-glicerynowego [(R)-glicerynowego] i aldehydu L-(-)-glicerynowego [(S)-glicerynowego].
Występujący naturalnie izomer D był zastosowany przez Hermanna Emila Fischera jako wzorzec do wyznaczania konfiguracji absolutnej.
Aldehyd glicerynowy otrzymuje się poprzez łagodne utlenianie gliceryny. Powstaje na początku rozkładu glukozy. Jako utleniacz może być stosowany nadtlenek wodoru w obecności soli żelaza. Obok aldehydu w tych warunkach powstaje izomeryczny dihydroksyaceton.